# Communauté rurale de Dionewar
La communauté rurale de Dionewar est une communauté rurale du Sénégal située à l'ouest du pays, dans le Sine-Saloum. 
Elle fait partie de l'arrondissement de Niodior, du département de Foundiougne et de la région de Fatick et comprend les villages suivants :
1. Dionewar
2. Falia
3. Niodior

Lors du dernier recensement, la CR comptait 12 866 personnes et 1 455 ménages.